# 国田栄弥
国田 栄弥（くにた ひでや、1930年10月21日 - 2006年8月7日）は、日本の俳優。大阪府大阪市出身。
1947年、劇団関西芸術座の結成に参加。
テレビ黎明期からの在阪各局製作のテレビドラマや京都製作の映画やドラマ、所属劇団の舞台に数多く出演。
朝日放送制作のテレビドラマ「部長刑事」の能勢刑事役で長年レギュラーを務めるなどテレビドラマにも多数出演した。
2006年8月7日、心不全のため大阪市内の病院で死去。75歳没。

## 出演

### 映画
- 妖婆（1976年）

### テレビドラマ
- ナショナル日曜観劇会 / 釜ヶ崎（1961年、朝日放送）※芸術祭大賞
- 部長刑事 - 能勢刑事
- 西郷札（1964年、NHK）
- 銭形平次 第11話「雨の中の男」（1966年、フジテレビ・東映） 辰役
- 水戸黄門（TBS・C.A.L）
  - 第5部 第9話「黒い奉書紙 -福井-」（1974年5月27日） - 山崎
  - 第7部 第34話「日光街道日本晴れ -宇津宮・水戸-」（1977年1月10日）
  - 第8部 第4話「黄門さまに似た男 -沼津-」（1977年8月8日）
  - 第14部
    - 第10話「初春格さん仇討ち相撲 -青森-」（1984年1月2日） - 角蔵役
    - 第31話「天下の怪盗 葵の光右衛門 -大坂-」（1984年5月28日） - 浪花屋仙右衛門役

  - 第15部 第17話「美女を狙った天狗騒動・熊野」（1985年5月20日） - 上田紋太夫 役
  - 第18部 第27話「妻が守った夫の武士道 -掛川-」（1989年3月20日）
  - 第23部 第34話「狸がくれた赤ん坊 -信楽-」（1995年4月3日） - 安左衛門役
- 大岡越前（TBS・C.A.L）
  - 第4部 第13話「除夜の鐘」（1974年12月30日）
  - 第5部 第15話「天下御免の偽名医」（1978年5月15日）
  - 第9部 第17話「謎の女賊は恩人の娘」（1986年2月17日）
  - 第13部 第24話「伊織を狙う狐面の女」（1993年4月26日） - 村木屋役
  - 第14部 第23話「冤罪晴らす大芝居」（1996年11月25日）
- 必殺シリーズ（ABC / 松竹）
  - 必殺仕舞人 第1話「恨みがよんでる佐渡おけさ」（1981年） - 大身の侍
  - 必殺仕事人IV 第42話「加代 パン作りに挑戦する」（1984年） - 金坂
  - 必殺仕事人V・激闘編 （朝日放送・松竹）
    - 第13話「主水の上司人質になる」（1986年） - 宿場役人
    - 第27話「主水、トカゲのしっぽ切りに怒る」（1986年）
- 江戸を斬るVII 第5話「潜入深川無法地帯」（1987年、TBS / C.A.L）
- 連続テレビ小説（NHK）
  - 純ちゃんの応援歌 第32話・第75話・第77話・第78話（1988年11月8日・12月28日・1989年1月5日・1月6日） - 消防団長 役
  - 甘辛しゃん（1997年 - 1998年）
  - あすか（1999年 - 2000年） - 榎本留吉役
  - ほんまもん（2001年 - 2002年）
- 月影兵庫あばれ旅 第1シリーズ 第9話「三途の川は渡れない」（1989年、TX / 松竹）
- 鬼平犯科帳 第1シリーズ 第4話「血頭の丹兵衛」（1989年、フジテレビ・松竹） - 丸屋德四郎役
- 八百八町夢日記 第1シリーズ 第17話「父は強かった」（1990年、日本テレビ・ユニオン映画）
- 岡っ引どぶ 第1話「悪魔の小箱殺人事件」（1991年4月10日、フジテレビ・映像京都）
- 半七捕物帳 第16話「悲しみの色の女」（1993年、日本テレビ・ユニオン映画） - 孫六役
- 暴れん坊将軍V 第14話「歌ってよ、子守唄を」（1993年、テレビ朝日・東映） - 巴屋役
- 鬼平犯科帳 第4シリーズ 第7話「むかしなじみ」（1993年、フジテレビ・松竹） - 安兵衛役
- 江戸の用心棒（日本テレビ・ユニオン映画）
  - 第1シリーズ 第8話「清さん、女難の相あり」（1994年） - 本間源蔵役
  - 第1シリーズ 第25話「身代り清三郎、鬼になる!」（1995年）
  - 第2シリーズ 第1話「命を賭けた鬼与力」（1995年）
- バブル（2001年、NHK） - 真下梅男役

### その他
- さっさか大阪（1969年6〜7月放送、NHK大阪『みんなのうた』）